# Cremnomys cutchicus
Cremnomys cutchicus — вид гризунів з родини мишевих, який зустрічається в Індії, в штатах Андхра-Прадеш, Біхар, Гуджарат, Джаркханд, Карнатака і Раджастан.

## Морфологічна характеристика
Довжина голови і тіла від 117 до 149 мм, довжина хвоста від 141 до 169 мм, довжина лапи від 24 до 29 мм, довжина вух від 18.5 до 21 мм. Волосяний покрив довгий, м'який і шовковистий. Верхні частини коричнювато-сірі, іноді на потилиці є коричнювато-жовта пляма, а черевні частини білі. Хвіст довший за голову і тіло і рівномірно коричнювато-сірий.

## Середовище проживання
Мешкає в тропічних і субтропічних сухих листяних лісах, в пустелях, де зустрічається в колючих лісах, в преріях, в сільськогосподарських районах і в кам'янистих районах.